# 스타 디스트로이어
스타 디스트로이어(Star Destroyers)와 스타 드레드노트(Star Dreadnoughts)는 《스타 워즈》 세계관에 나오는 은하 공화국, 은하제국의 주력함이다. 특히 은하제국은 자신들의 힘을 과시하고 강력한 우주부대를 건설하기 위하여 스타 디스트로이어를 많이 만들었다. 종류도 다양한데, 은하 공화국의 주력인 베나터 스타 디스트로이어, 공격력과 화력이 강한 제국군의 임페리얼 스타 디스트로이어, 빅토리 스타디스트로이어, 그리고 길이가 19 km에 달하는, 에피소드 5,6에서 나온 이그제큐터 스타 드레드노트 등이 있으며, 스타워즈 레전드 세계관에는 더 많은 종류가 있다.

## 임페리얼급
임페리얼급 스타 디스트로이어는 길이가 1.6KM인 제국군의 함선이다. 에피소드 4화에서 첫 등장하여 레아가 타고 있던 데스스타 설계도를 가지고 탈출하던 탄티브 4를 납치했다. 제국군의 주 우주전함으로 쓰인다. 화력이 강하지만 소형 반란군 우주선들에겐 쉽게 무너진다.
9350명의 장교 27850명의 사병 9700명의 스톰트루퍼를 태울수 있다.

## 이제큐터급 스타 드레드노트
이 함급의 1번함이며 다스베이더의 기함인 이제큐터는 에피소드5에 처음 등장한다. 크기가 큰 만큼 수송능력도 뛰어나다. AT-AT워커30, AT-ST워커40, 타이파이터144기를 탑재할 수 있다.
에피소드5 첫등장장면에서 임페리얼마치 와함께나오는 이제큐터는 웅장하다고해도 과언이 아닐 정도다.
에피소드6에서 그린편대장인 아벨크리니드 의자폭공격에 통제불능상태가 되어 데스스티II의 중력장에 끌려서 충돌하여 파괴되었다.
자매함으로는 래비져,이클립스,어나이얼레이터,루산키아,리퍼,테러,가디언,벤젼스,나이트해머,레이저스키스,세컨드데스,인티미데이터,브로울,아이언피스트…등등이있다.

## 어클레메이터급 강습 상륙함
어클레매이터급 강습함은 스타디스트로이어의 시초라고 볼수있다

## 베나터급 스타 디스트로이어
베나터급 스타 디스트로이어는 클론전쟁 시기 동안 공화국의 주력 함선으로 활약했었다.

## 리서전트급 전투순양함
은하제국 붕괴 이후 만들어진 퍼스트 오더의 주력 함선이다. 임페리얼급 스타 디스트로이어의 후속 함종이다.

## 맨데이터 IV급 전함
영화에서는 라스트제다이에 단한번 등장하였는데, 이마저도 스타포트리스의 공격에 부서진다.

## 메가급 스타 드레드노트
퍼스트오더의 수도함 슈프리머시 단 한대만 제작되었으며 다른 스타디스트로이어들과 달리 부메랑 모양을 하고있다. 길이가 60KM인 역대 스타 디스트로이어 중 최대급이다.